# Aplocera dervenaria
Aplocera dervenaria är en fjärilsart som beskrevs av Von Mentzer 1981. Aplocera dervenaria ingår i släktet Aplocera och familjen mätare. Inga underarter finns listade i Catalogue of Life.